# Hiroshima Toyo Carp
Hiroshima Toyo Carp (jap. 広島東洋カープ Hiroshima Tōyō Kāpu) – japoński klub baseballowy z Hiroszimy, występujący w zawodowej lidze Nippon Professional Baseball.
Klub powstał w 1950 roku pod nazwą Hiroshima Carp. W 1968 roku klub zmienił nazwę na Hiroshima Toyo Carp, która do dzisiaj jest aktualna.

## Sukcesy
- Zwycięstwa w Japan Series (3):
1979, 1980, 1984
- Zwycięstwa w Central League (7):
1975, 1979, 1980, 1984, 1986, 1991, 2016